# Фреден (Гільдесгайм)
Фреден (нім. Freden) — громада в Німеччині, розташована в землі Нижня Саксонія. Входить до складу району Гільдесгайм.
Площа — 53,49 км2. Населення становить 4621 ос. (станом на 31 грудня 2021).